# Equació de convecció-difusió
L'equació de convecció-difusió (també anomenada equació d'advecció-difusió) és una equació diferencial en derivades parcials que descriu el transport de la densitat d'un solut en un solvent degut a la seva difusió i advecció. L'equació és aplicable tant per la densitat de massa del solut (concentració) com per la densitat d'energia tèrmica per tal d'estudiar la variació de concentració de solut i temperatura en un sistema, respectivament.

## Equació
L'equació d'advecció-difusió es pot expressar:
{\displaystyle {\frac {\partial c}{\partial t}}=\nabla \cdot (D\nabla c)-\nabla \cdot (c{\vec {u}})-\nabla \cdot (c{\vec {v}})+S}
On {\displaystyle c} és la concentració o densitat de massa del solut (també es podria estudiar la densitat d'energia tèrmica per tal d'estudiar l'equació de la calor, llavors s'estudiaria {\displaystyle T}), {\displaystyle D} és el coeficient de difusió (pel cas tèrmic seria la difusivitat tèrmica, {\displaystyle \alpha }), {\displaystyle {\vec {u}}} és la velocitat del solvent i {\displaystyle {\vec {v}}} és la velocitat límit.
L'equació es pot interpretar com que cadascun dels termes de la dreta, contribueix en la variació de la concentració al llarg del temps (el terme de l'esquerra). Físicament es pot entendre cadascun dels termes de la dreta:
- El primer terme es correspon amb el mecanisme de transport de solut per difusió, és a dir, el moviment de les partícules de solut cap a les zones amb concentracions més baixes. Si s'ignoren els altres termes, l'equació es correspon amb l'equació de difusió.
- El segon terme es correspon amb el mecanisme de transport de solut per convecció, és a dir, el moviment del solut degut al moviment del solvent que, al moure's, desplaça les partícules dissoltes en ell. Per tal de conèixer la velocitat del fluid, es poden resoldre les equacions de Navier-Stokes.
- El tercer terme es correspon amb el mecanisme de transport de solut per arrossegament o migració, és a dir, el moviment de les partícules pel fet que hi actua una o diverses forces externes (com la gravitatòria, elèctrica o magnètica) que provoquen que les partícules assoleixin una velocitat límit.
- El quart terme és el terme de font, és a dir, la creació i destrucció de densitat dins del sistema. Per exemple, pel cas de la massa podria descriure com disminueix la quantitat d'un solut degut a una reacció química que la transforma en un segon element.

## Derivació
L'equació d'advecció-difusió es pot obtenir a partir de l'equació de continuïtat, que estableix que la variació de densitat en un sistema és deguda a un terme de font dins del sistema ({\displaystyle S}) o bé al flux entrant i sortint del sistema ({\displaystyle {\vec {J}}}):
{\displaystyle {\frac {\partial c}{\partial t}}+\nabla \cdot {\vec {J}}=S}
El flux degut a la difusió ve descrit per la llei de Fick (pel cas tèrmic la llei de Fourier):
{\displaystyle {\vec {J}}_{\text{difusió}}=-D\nabla c}
El flux degut a la velocitat del solvent o del solut ve descrit per l'expressió:
{\displaystyle {\vec {J}}_{\text{advecció}}=c({\vec {u}}+{\vec {v}})}
Per tant, es dedueix l'equació d'advecció-difusió:
{\displaystyle {\frac {\partial c}{\partial t}}-\nabla \cdot (D\nabla c)+\nabla \cdot (c{\vec {u}})+\nabla \cdot (c{\vec {v}})=S}